# Il passero solitario
Il passero solitario è una poesia di Giacomo Leopardi probabilmente scritta negli anni 1829-1830 (sulla datazione del poema, comunque, esiste un ampio dibattito) e pubblicata nel 1835 nell'edizione napoletana dei Canti.
Nel componimento Leopardi vede sulla torre campanaria di Recanati un passero, e riflette su un'identificazione malinconica tra l'uccello e se stesso: entrambi, infatti, sono destinati a condurre un'esistenza solitaria. Il passero, desiderando la solitudine per natura, non percepisce tuttavia il suo dolore e dunque non può che provare felicità: Leopardi, al contrario, è consapevole di non poter godere della giovinezza, che rimpiangerà quando sarà anziano.

## Storia editoriale

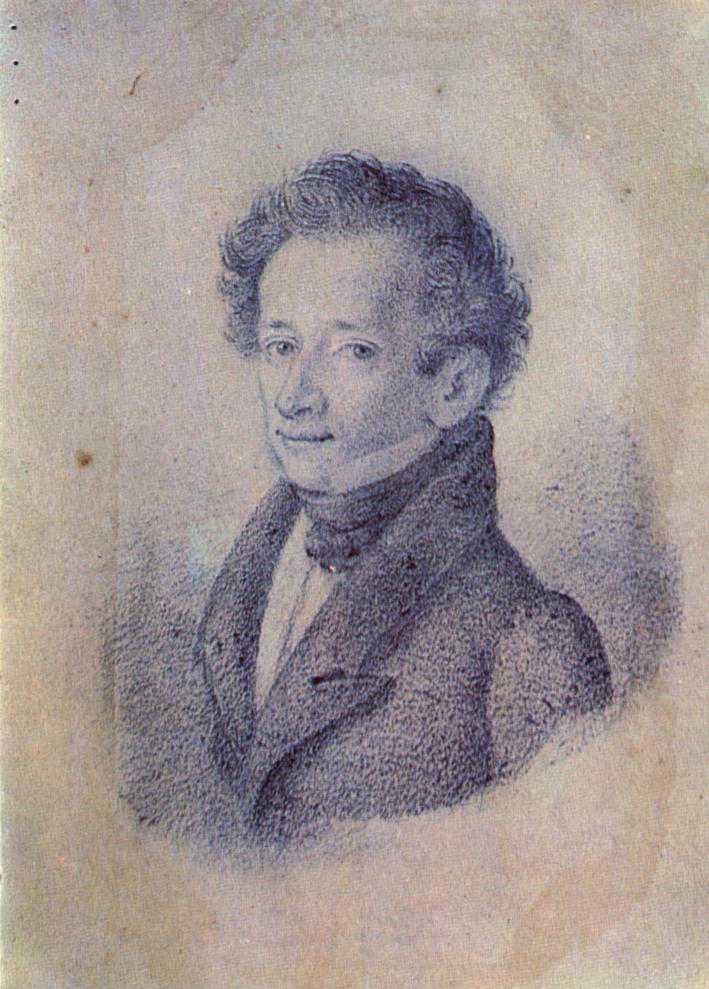
Luigi Lolli, Ritratto di Giacomo Leopardi (1826)

Il passero solitario, testo del quale non ci è giunto né l'autografo né la data di composizione, costituisce l'unica eccezione nella cronologia dei Canti. Nell'edizione napoletana dei Canti del 1835 il poema è collocato all'undicesimo posto, come prologo agli Idilli e subito prima de L'infinito. Questa collocazione incipitaria ha inizialmente lasciato supporre i critici che il poema fosse stato composto nel 1819, anche perché in quell'anno Leopardi citò il passero solitario in un appunto ove segnò un elenco di argomenti di possibili idilli futuri:
Tra i primi a mettere in dubbio questa datazione vi fu il critico Angelo Monteverdi, secondo cui Il passero solitario, presentando una metrica e una stilistica che sono inequivocabilmente vicini ai canti pisano-recanatesi, sarebbe stato composto nel 1831. Ben pochi critici letterari, d'altronde, si sono astenuti dal contribuire alla vexata quaestio della datazione del poema: Umberto Bosco ha proposto l'ipotesi di una composizione successiva al periodo fiorentino e portata avanti sino al 1835, anno in cui il poema apparve nell'edizione Starita, mentre Giovanni Getto e Paulette Reffienna hanno convenuto per un'elaborazione conclusasi nel 1829. Walter Binni ha proposto una collocazione nel giugno-luglio del 1829, periodo assai vicino o di poco posteriore alla festa di San Vito (patrono di Recanati), esplicitamente citata nel poema, accettando tuttavia la verosimile ipotesi che il poema sia stato poi ulteriormente rimaneggiato a distanza di tempo. Binni, in particolare, fonda la propria tesi su un passo dello Zibaldone che dal punto di vista tematico assomiglia molto al Passero solitario:

## Un passero solitario vicino a Padova
Oggi è dato di sapere che un passero solitario era dipinto, all'interno del parco della villa di Melchiorre Cesarotti a Selvazzano (Padova), sul monumento funebre a quel Giuseppe Olivi naturalista e poeta di Chioggia morto di tisi a ventisei anni (1769-1795) al quale Leopardi, notizia ancor oggi poco nota, si ispirò per A Silvia, poco prima per Il risorgimento, e più avanti per il Canto notturno di un pastore errante dell'Asia e La quiete dopo la tempesta.

## Contenuto

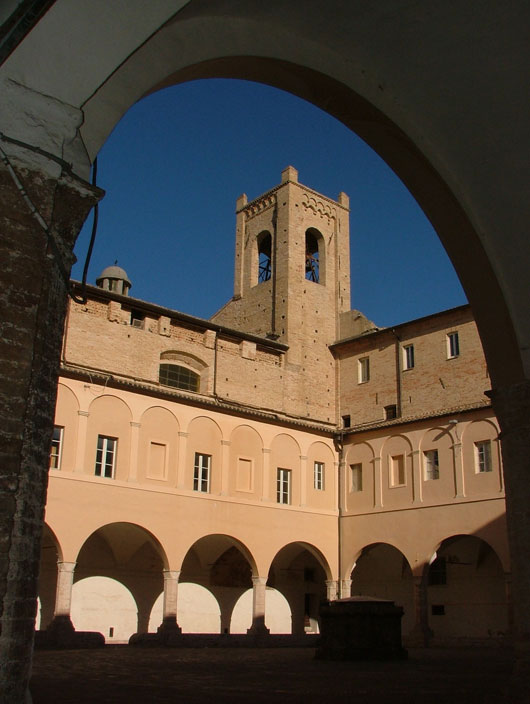
Il campanile della chiesa di Sant'Agostino a Recanati

Nella prima strofa Leopardi descrive un gioioso paesaggio bucolico in cui tutti gli esseri viventi esultano per il ritorno della primavera: i greggi di pecore belano, le mandrie muggiscono e, soprattutto, si scorgono stormi di uccelli che volano insieme nel cielo sereno. In questo quadretto idillico emerge la figura di un passero che, appollaiato sul campanile della chiesa recanatese di Sant’Agostino (vari biografi di Leopardi attestano che effettivamente quella torre era abitata da un «passero solitario»), «pensoso in disparte il tutto mira» (v. 12). L'uccello cui si riferisce il poeta non è il passero comune, ma proprio una specie chiamata passero solitario (Monticola solitarius), una sorta di merlo dal piumaggio azzurrino che usa vivere proprio sui vecchi palazzi delle città, ripudiando la vita di gruppo. Quest'uccello non partecipa all'atmosfera di rinnovamento dovuta alla bella stagione, bensì guarda i propri simili in disparte, assorto nei propri pensieri, diffondendo il proprio canto melodioso per la campagna fino al tramonto.
Nella seconda strofa Leopardi stabilisce un parallelismo tra la propria condizione e quella del passero solitario. Così come il volatile trascorre solitario la primavera, Leopardi si rifiuta di godere dei passatempi caratteristici della gioventù, sentendosi del tutto incompreso e diverso dagli altri ragazzi del villaggio. L'estraneità che Leopardi si è diagnosticato in questi versi, infatti, si contrappone all'immagine degli altri giovani recanatesi che, animati da un interno fervore, corrono per le strade del borgo a celebrare le ricorrenze, tra suoni e colori, in una vaga illusione di felicità. Infine, al pari del passero, Leopardi decide di allontanarsi da quell'aria di divertimento così aliena, avviandosi verso una meta indefinita e remota nella campagna attorno a Recanati. Egli è schivo di fronte ai divertimenti effimeri della vita, e il sole che tramonta e «par che dica / che la beata gioventù vien meno» (vv. 43-44) gli fa capire che, quando giungerà alla vecchiaia, rimpiangerà il mancato godimento degli anni migliori della giovinezza, perché «diletto e gioco / indugio in altro tempo» (vv. 38-39).
Con la strofa finale ritorna l'immagine del passero. Leopardi si rivolge nuovamente al piccolo animale, con una sorta di nostalgica invidia: il passero, difatti, pur avendo anche lui innata la sofferenza, non la percepisce poiché vive seguendo il suo istinto, e pertanto rimane nella sua illusoria condizione di felicità. Il raffronto con la condizione del poeta è il passo successivo e finale, coi canoni tipici del vero: malinconia e infelicità, la terribile ombra della vecchiaia che, rendendo il «dì presente più noioso e tetro» (v. 55), toglierà ogni senso al miserando vagare sulla terra che è l'esistenza dell'uomo.

## Stile e modelli letterari
Il passero solitario presenta un'atmosfera lirica ed indeterminata e un lessico che evoca efficacemente quel senso di vago e indefinito tanto caro alla poetica leopardiana: vago è infatti il paesaggio in cui si trova il poeta («alla campagna ... vai», vv. 2-3), e analogamente la torre campanaria ove è appollaiato il passero è qualificata dall'aggettivo «antica» (v. 1), con il quale si ottiene un effetto di lontananza sia spaziale che temporale. Il ritmo, se all'inizio è più alacre e festivo, rallenta negli ultimi versi risolvendosi in una cadenza malinconica, accentuata anche dagli incisi e dal peso amaro dei versi («pentirommi», «volgerommi»). Il passero solitario, per il resto, è una canzone ripartita in tre strofe di sedici, ventotto e quindici versi, per un totale di cinquantanove versi.
Ne Il passero solitario, inoltre, sono rintracciabili numerosi modelli e riferimenti letterari. Nel celebre salmo penitenziale 101(102), nella versione latina Vulgata, ricorre la medesima espressione: et factus sum sicut passer solitarius in tecto (v. 8). Nei primi versi del componimento troviamo due riferimenti a Francesco Petrarca (assai presente in molti testi leopardiani): il primo è al v.2 («solitario» rinvia all'incipit del sonetto 226 dei Rerum vulgarium fragmenta) mentre il secondo è al v.3 («cantando vai» riprende il sonetto 353 del Canzoniere petrarchesco, Vago augelletto che cantando vai). L'«intenerisce il core» al settimo verso è una citazione dantesca del Purgatorio («Era già l'ora che volge il disio / ai navicanti e 'ntenerisce il core»), mentre il verso «Odi greggi belar, muggire armenti» riprende letteralmente un passo della traduzione dell'Eneide di Annibale Caro.
Secondo Maria Corti, in particolare, la fonte letteraria che più ha ispirato il poeta per la stesura de Il passero solitario è l'egloga VIII dell'Arcadia di Jacopo Sannazaro, affine sia stilisticamente che contenutisticamente al testo leopardiano. Tale tesi è avallata dalle seguenti somiglianze tra Il passero solitario e il testo sannazariano, riassunte nella tabella qui proposta:
| Egloga VIII, vv. 37-42, testo integrale | Egloga VIII                                                            | Il passero solitario                                                        |
| --- | ---------------------------------------------------------------------- | --------------------------------------------------------------------------- |
| «Questa vita mortale al dì somigliasi, il qual, poi che si vede giunto al termine, pien di scorno all'occaso rinvermigliasi. Così, quando vecchiezza avvien che termine i mal spesi anni che sì ratti volano, vergogna e duol convien c'al cor si germine» | «occaso [che provoca la similitudine tra il giorno e la vita mortale]» | «il Sol…cadendo si dilegua, e par che dica che la beata gioventù vien meno» |
| «Questa vita mortale al dì somigliasi, il qual, poi che si vede giunto al termine, pien di scorno all'occaso rinvermigliasi. Così, quando vecchiezza avvien che termine i mal spesi anni che sì ratti volano, vergogna e duol convien c'al cor si germine» | «quando vecchiezza avvien che termine»                                 | «se di vecchiezza / la detestata soglia»                                    |
| «Questa vita mortale al dì somigliasi, il qual, poi che si vede giunto al termine, pien di scorno all'occaso rinvermigliasi. Così, quando vecchiezza avvien che termine i mal spesi anni che sì ratti volano, vergogna e duol convien c'al cor si germine» | «i mal spesi anni che sì ratti volano»                                 | «Che di quest'anni miei?»                                                   |
| «Questa vita mortale al dì somigliasi, il qual, poi che si vede giunto al termine, pien di scorno all'occaso rinvermigliasi. Così, quando vecchiezza avvien che termine i mal spesi anni che sì ratti volano, vergogna e duol convien c'al cor si germine» | «vergogna e duol»                                                      | «Ahi, pentirommi, e spesso, / Ma sconsolato, volgerommi indietro»           |